# Showgirl Homecoming Live
A Showgirl Homecoming Live Kylie Minogue ausztrál énekesnő harmadik koncertalbuma. A felvételeket 2006. december 12-én Sydneyben készítették, a lemez 2007. január 8-án jelent meg.

## Számlista
| 1.  | Overture - The Showgirl Theme                                              | 2:44 |
| 2.  | Better the Devil You Know                                                  | 3:46 |
| 3.  | In Your Eyes                                                               | 3:06 |
| 4.  | White Diamond                                                              | 3:33 |
| 5.  | On a Night Like This                                                       | 4:30 |
| 6.  | Everything Taboo Medley (Shocked / What Do I Have to Do / Spinning Around) | 8:22 |
| 7.  | Temple Prequel                                                             | 2:57 |
| 8.  | Confide in Me                                                              | 4:26 |
| 9.  | Cowboy Style                                                               | 3:29 |
| 10. | Finer Feelings                                                             | 1:25 |
| 11. | Too Far                                                                    | 4:33 |
| 12. | Red Blooded Woman / Where the Wild Roses Grow                              | 4:34 |
| 13. | Slow                                                                       | 4:39 |
| 14. | Kids (feat. Bono)                                                          | 6:05 |

| 1.  | Rainbow Prequel                           | 1:10 |
| 2.  | Somewhere Over the Rainbow                | 2:43 |
| 3.  | Come into My World                        | 3:05 |
| 4.  | Chocolate                                 | 2:45 |
| 5.  | I Believe in You                          | 3:28 |
| 6.  | Dreams / When You Wish Upon a Star        | 3:56 |
| 7.  | Burning Up / Vogue                        | 3:21 |
| 8.  | The Loco-Motion                           | 4:43 |
| 9.  | I Should Be So Lucky / The Only Way Is Up | 3:26 |
| 10. | Hand on Your Heart                        | 4:19 |
| 11. | Space Prequel                             | 1:54 |
| 12. | Can’t Get You out of My Head              | 3:55 |
| 13. | Light Years / Turn It into Love           | 8:13 |
| 14. | Especially for You                        | 4:28 |
| 15. | Love at First Sight                       | 6:35 |

## Slágerlista
| Slágerlista (2007)  | Legjobb helyezés |
| ------------------- | ---------------- |
| Ausztral albumlista | 28.              |
| Osztrák albumlista  | 55.              |
| Horvat albumlista   | 6.               |
| Francia albumlista  | 113.             |
| Svájci albumlista   | 54.              |
| Brit albumlista     | 7.               |
| Lengyel albumlista  | 37.              |
| Belga albumlista    | 92.              |